# Karel Čepek (kněz)
Karel Čepek (19. dubna 1910, Ostrava-Hrabová – 23. září 1980, Ostrava), člen tiskové rady, učitel náboženství a farář Církve československé husitské.

## Život

### 1. republika
V letech 1922–1930 studoval na reformním reálném gymnáziu v Ostravě-Přívoze, kde úspěšně složil maturitní zkoušku. Během středoškolských studií vstoupil v roce 1926 do Církve československé husitské. Od října 1930 do března 1932 absolvoval vojenskou prezenční službu. Po zřízení Vysoké školy bohovědné Církve československé v Praze se přihlásil na teologická studia, která ukončil v roce 1934. Vedle bohosloví po dva semestry navštěvoval Filozofickou fakultu Univerzity Karlovy v Praze. Dne 22. dubna 1934 byl vysvěcen na kněze. Do složení první odborné zkoušky bohovědné vypomáhal v duchovní správě na Praze III a IV, poté byl od července 1934 ustanoven zástupcem faráře v Ostravě-Zábřehu, kde zároveň působil jako učitel československého náboženství. 
Dne 1. září 1934 uzavřel sňatek s Annou, roz. Holušovou. Bezdětné manželství bylo po letech rozloučeno. V době mnichovské národní opuštěnosti publikoval řadu článků zejména v týdeníku ostravské diecéze Palcát, v nichž apeloval na upevňování křesťanského vědomí, zachování existence demokracie, ideje křesťanského demokratismu a obětavého následování Kristova a Husova příkladu. Po stále tvrdších zásazích předběžné tiskové cenzury začal farář hledat nové způsoby, kde by mohl otevřeně vyjadřovat své názory. Kromě kazatelny začal konat přednášky pro Slezskou matici osvěty lidové a Osvětovou radu v Moravské Ostravě.

### Protinacistický odboj
Na podzim 1939 se dostal ve svém působišti do kontaktu s ilegální Komunistickou stranou Československa. Po počátečním oťukávání obdržel deset exemplářů ilegálních letáků, které vyzývaly ke vstupu do komunisty zakládaných lidových výborů. V dubnu 1940 byl požádán, aby opatřil pro komunistického ilegálního pracovníka, okresního instruktora Svatopluka Rašku, falešné doklady. Farář z rychvaldské církevní matriky, kterou spravoval, vyňal potřebné dokumenty na jméno zámečníka Emila Šimši a předal je k využití pro Rašku. Ilegální skupinu Čepek podporoval rovněž finančně. Dne 8. dubna 1941 byl v Moravské Ostravě zatčen. Gestapo ho odvedlo přímo ze třídy na měšťanské škole v Ostravě-Zábřehu, kde vyučoval náboženství. Vyšetřován byl do konce dubna 1941 v Moravské Ostravě, poté byl převezen do samovazby v Ratiboři. Souzen byl Lidovým soudem ve Vratislavi v rámci osmičlenné skupiny „Intelligenzgruppe“. Předseda soudu ho během líčení soustavně nazýval zvrhlým knězem. Proces trval dva dny (24.–25. 7. 1941) a pro faráře skončil obviněním z přípravy velezrady a rozsudkem 10 let káznice. Vratislavskou věznici opustil 25. srpna 1941 a byl převezen zpět do Ratiboře. Odtud byl 20. ledna 1945 před příchodem sovětského vojska odvlečen přes Kladsko, Wolfenbüttel do trestního tábora Krumme u Hannoveru.

### Po roce 1945
Osvobození se dočkal 4. května 1945 ve městě Bützow v Meklenbursku-Předním Pomořansku. Po anabázi Polskem se na vlastní pěst dostal domů 30. května 1945.
Od 10. června 1945 byl Karel Čepek oficiálně ustanoven na své původní místo v Ostravě-Zábřehu. Nebyl ale zdráv a musel podstoupit intenzivní léčbu žaludečních vředů a občasně se projevující neurastenie, takže byl v některých úkonech spojených s výkonem duchovenské služby zastupován svými kolegy. Po založení Sdružení duchovních – účastníků druhého odboje v Církvi československé husitské byl na první pracovní schůzi konané 19. května 1947 v Husově sboru v Praze na Vinohradech zvolen společně s Karlem Valešem členem výboru.
Farář Čepek patřil k duchovním, kteří odmítli nově nastolené pořádky komunistického režimu a otevřeně se proti nim vyjadřoval v kázáních, pastoračních rozhovorech a na besedách duchovních. Na faráře se proto snažil neúspěšně působit prokomunisticky orientovaný ostravský diecézní tajemník Otakar Struž. Z rozhodnutí diecézní rady v Ostravě byl tedy nejprve k 1. říjnu 1949 odvolán z funkce v Tiskové radě Církve československé, na jejíž práci se jako dlouholetý dopisovatel Palcátu a autor řady článků v Českém zápase podílel. Nahrazen byl „spolehlivým“ a státní správou oceňovaným farářem Miroslavem Šnyrchem, který v r. 1950 Čepka nahradil rovněž na farářském místě v Ostravě-Zábřehu. Karel Čepek totiž nehodlal nikterak měnit své postoje, a byl proto 30. června 1950 zproštěn farářské služby, když se předtím v listopadu 1949 odmítl vzdát definitivního katechetského místa a přejít výhradně do služeb Církve československé husitské. Čepek ještě krátce vyučoval náboženství, ale vzhledem k jeho zhoršujícímu se zdravotnímu stavu si podal žádost o zproštění z katechetské služby, které Krajský národní výbor v Ostravě s účinností od 1. října 1950 vyhověl.
Po odchodu z Církve československé husitské nastoupil k Velkoobchodu se zbožím široké spotřeby, kde pracoval v plánovacím oddělení ředitelství v Ostravě. V červenci 1953 uzavřel v chrámu sv. Mikuláše a na Obvodním národním výboru Prahy 1 sňatek s Annou, rozenou Ševčíkovou. Společně vychovávali dceru Jarmilu (*1937) a syna Miroslava (*1942) z prvního manželčina svazku.
Na podzim 1954 začal sondovat možnost svého návratu do služeb církve. Řešení žádosti se vleklo až do r. 1956, kdy krajský církevní tajemník definitivně rozhodl, že přijetí do farářské služby je možné pouze mimo území ostravského kraje. Farář si tedy požádal o přijetí do jiné diecéze a od července 1957 byl umístěn v Jablonci nad Nisou. V letech 1966–1969 působil v Drahotuších, a teprve v r. 1970 se mohl vrátit do své domovské diecéze, když byl ustanoven farářem v Ostravě-Heřmanicích. Zde sloužil až do října 1973, kdy odešel do starobního důchodu. Zemřel 23. září 1980 ve věku 70 let. 
Rozloučení a poděkování za jeho život a kněžskou službu se konalo 29. září 1980 v Husově sboru v Ostravě-Mariánských Horách.